# Сарису (притока Біюк-Карасу)
Сарису (крим. Sarısuv) — річка у Криму, ліва притока Біюк-Карасу (Велика Карасівка) (басейн Салгира), завдовжки 27 км і площею водозбору 127 км². У перекладі з тюркської означає «Жовта вода».

## Загальний опис
Сарису бере початок з джерела Паяни на висоті 330 м на північних схилах Карабі-Яйли. Річка протікає між відрогами Головної гряди і підвищеннями Внутрішньої гряди Кримських гір. Прилегла до долини місцевість більш піднесена з правого берега, у верхів'ях має крупногорбкуватий рельєф. Схили пагорбів переважно пологі, в окремих місцях круті, розсічені балками та ярами. Місцевість поступово знижується вниз за течією річки, позначки зменшуються від 450—400 до 200 м. У нижній течії Сарису розкинулося сучасне селище з такою ж назвою. Сарису впадає в річку Біюк-Карасу з лівого берега на 72 км від його гирла, на північний захід від Білогорська (до 1944 року — Карасубаза́р; рос. Белогорск, крим. Qarasuvbazar).

## Цікавий факт
- У книзі Петер-Симон Паллас "НАБЛЮДЕНИЯ, СДЕЛАННЫЕ ВО ВРЕМЯ ПУТЕШЕСТВИЯ ПО ЮЖНЫМ НАМЕСТНИЧЕСТВАМ РУССКОГО ГОСУДАРСТВА в 1793—1794 годах" про цю річку зазначено: |                                                                                                                                                                                                                                         | \| Город Карасубазар находится в очень низкой долине, сравнительно с окружающими со всех сторон возвышенностями и горами, а с западной стороны, где нет гор, долина понижается до ручья Сарис, через который проезжают по каменному мосту.[2] \| |
| Город Карасубазар находится в очень низкой долине, сравнительно с окружающими со всех сторон возвышенностями и горами, а с западной стороны, где нет гор, долина понижается до ручья Сарис, через который проезжают по каменному мосту. | |